# Bañares
Bañares ist ein Ort und eine Gemeinde (municipio) mit 199 Einwohnern (Stand: 2024) im Westen der Autonomen Gemeinschaft La Rioja im Norden Spaniens. Die Gemeinde gehört zum Weinbaugebiet der Rioja Alta.

## Lage und Klima
Der Ort Bañares liegt oberhalb eines gleichnamigen Bachlaufs (Arroyo Bañares) ca. 6 km nordöstlich der am Jakobsweg gelegenen Stadt Santo Domingo de la Calzada bzw. ca. 45 km (Fahrtstrecke) westlich der Provinzhauptstadt Logroño in einer Höhe von ca. 595 m. Das Klima ist gemäßigt bis warm; Regen (ca. 615 mm/Jahr) fällt übers Jahr verteilt.

## Bevölkerungsentwicklung
| Jahr      | 1857 | 1900 | 1950 | 2000 | 2022 |
| Einwohner | 833  | 902  | 995  | 390  | 206  |

Infolge der Mechanisierung der Landwirtschaft, der Aufgabe bäuerlicher Kleinbetriebe („Höfesterben“) und des daraus resultierenden geringeren Arbeitskräftebedarfs ist die Einwohnerzahl des Orts seit der Mitte des 20. Jahrhunderts deutlich zurückgegangen (Landflucht).

## Wirtschaft
Die Gemeinde war jahrhundertelang zum Zweck der Selbstversorgung landwirtschaftlich orientiert, wobei die Viehwirtschaft (Milch, Käse, Fleisch) im Vordergrund stand; aus der Schafwolle wurden Weberzeugnisse hergestellt, die auch getauscht oder auf den Märkten von Logroño verkauft werden konnten. Heute werden vorwiegend Getreide, Kartoffeln und Gemüse angebaut.

## Geschichte
Der Ort lag nahe einem bereits in der Antike vielgenutzten Handelsweg. Abgesehen von Kleinfunden fehlen jedoch keltiberische, römische, westgotische und selbst islamisch-maurische Siedlungsspuren auf dem Gemeindegebiet. Von einer militärischen Rückeroberung (reconquista) des Gebiets durch die Christen kann folglich keine Rede sein. Erstmals überliefert ist der Ortsname in einem Dokument des Jahres 1075. Im Mittelalter war die Region zeitweise zwischen den Königreichen Kastilien und Navarra umstritten; in der Nähe von Bañares fand im Jahr 1157 eine Schlacht zwischen den Heeren der Könige Sancho III. von Kastilien und Sancho VI. von Navarra statt. Seit dem Jahr 1332 gehörte der Ort zum Señorío de Vizcaya, die vom Haus Haro, einer Nebenlinie der Krone von Kastilien, regiert wurde. Im Jahr 1469 wurde als Dank für geleistete Dienste die Grafschaft Bañares eingerichtet; erster Graf war Álvaro de Zúñiga y Guzmán aus dem Haus Zúñiga. Nach der Abschaffung aller Grundherrschaften (señorios) in den Jahren 1811 und 1820 gehörte das Gebiet zur Provinz Burgos und kam erst im Jahr 1833 zur neugeschaffenen Provinz Logroño, aus der im Jahr 1982 die Region La Rioja hervorging.

## Sehenswürdigkeiten

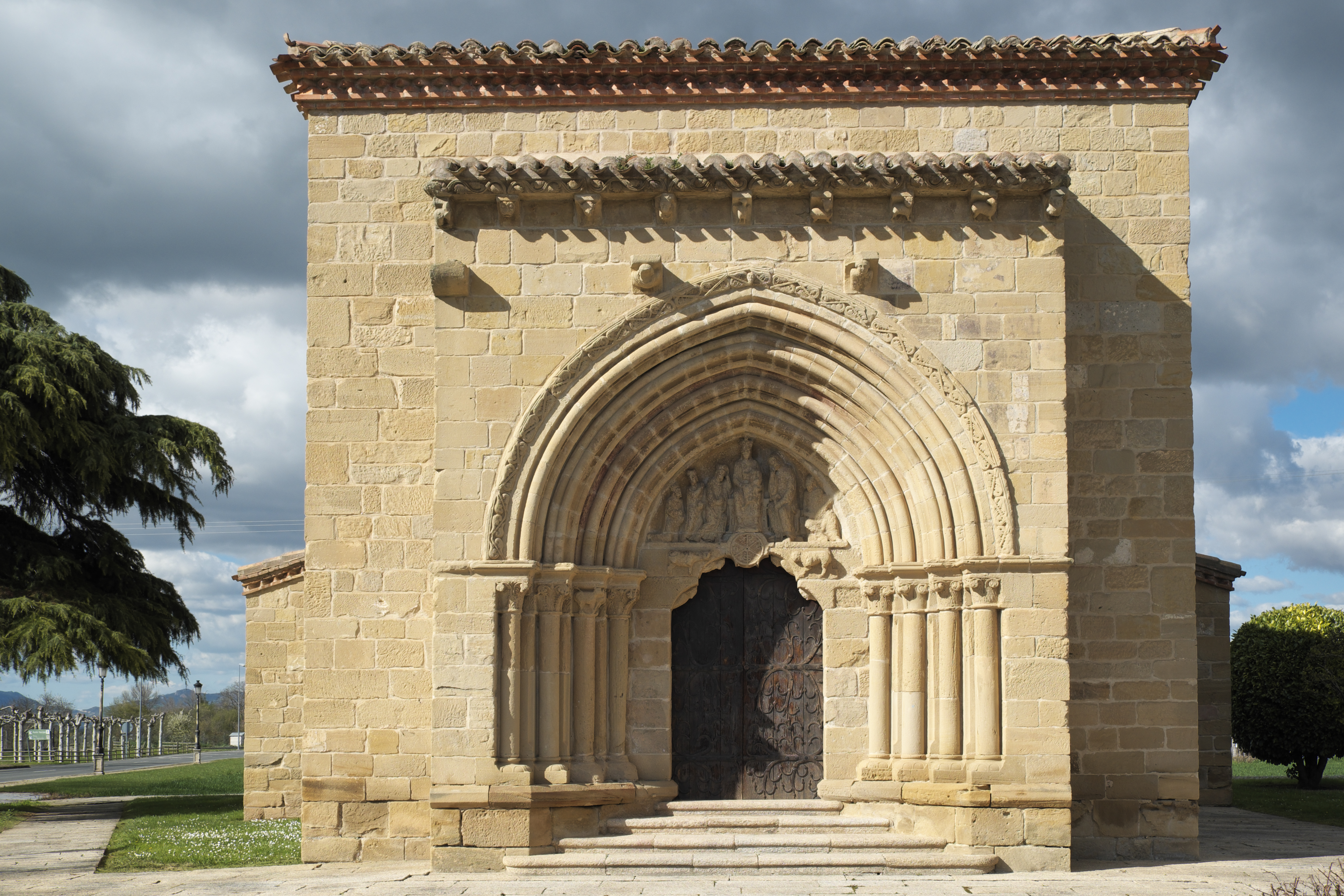
Bañares – Ermita de Santa Cruz

- Von der ehemaligen Burg (castillo) sind nur spärliche Reste erhalten.
- Die Ermita de Santa Cruz war die ehemalige Pfarrkirche des Ortes. Ihr leicht aus dem Baukörper vorspringendes und im Scheitel leicht angespitztes Stufenportal verweist auf eine Entstehungszeit in der Spätromanik bzw. Frühgotik, also in der Zeit um 1300. Die gotische Figurengruppe der Anbetung der Könige im Tympanonfeld befand sich ehedem an anderer Stelle. Beachtenswert sind die teils original erhaltenen, teils restaurierten schmiedeeisernen Türbeschläge (forja). Im Jahr 1998 erhielt die Kapelle eine geschnitzte Kalvariengruppe aus der aufgegebenen Kirche von Montalvo de Cameros.[5]
- Die zwischen 1490 und 1510 erbaute spätgotische Kirche Santa Cruz ist nur einschiffig. Im Innern überspannen die ca. 17,60 m hohen Rippengewölbe eine Länge von 46 m und eine Breite von 17 m. Ihre reiche Ausstattung lässt sich nur im Zusammenhang mit der Erhebung des Ortes zum Sitz einer Grafschaft erklären: Sehenswert sind das im Jahr 1764 fertiggestellte naturbelassene Altarretabel (retablo) und das vergoldete dreistöckige Sakramentshäuschen aus dem Jahr 1718. Auch das Chorgestühl (sillería) aus Nussbaumholz, die Orgel und der Taufstein verdienen Beachtung.[6]